# باب السلسلة (القدس)

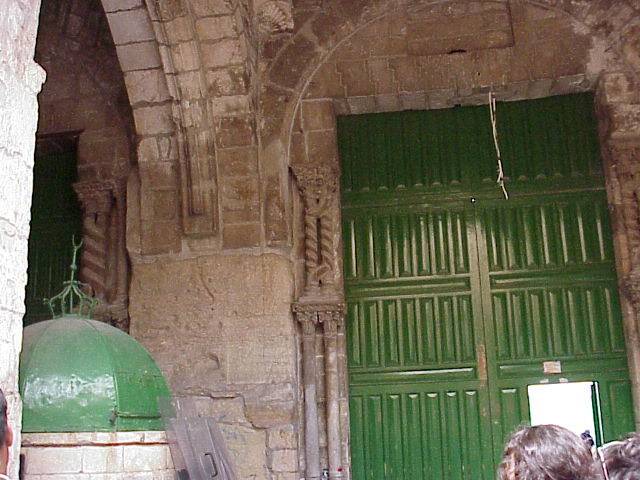
باب السلسلة في القدس.

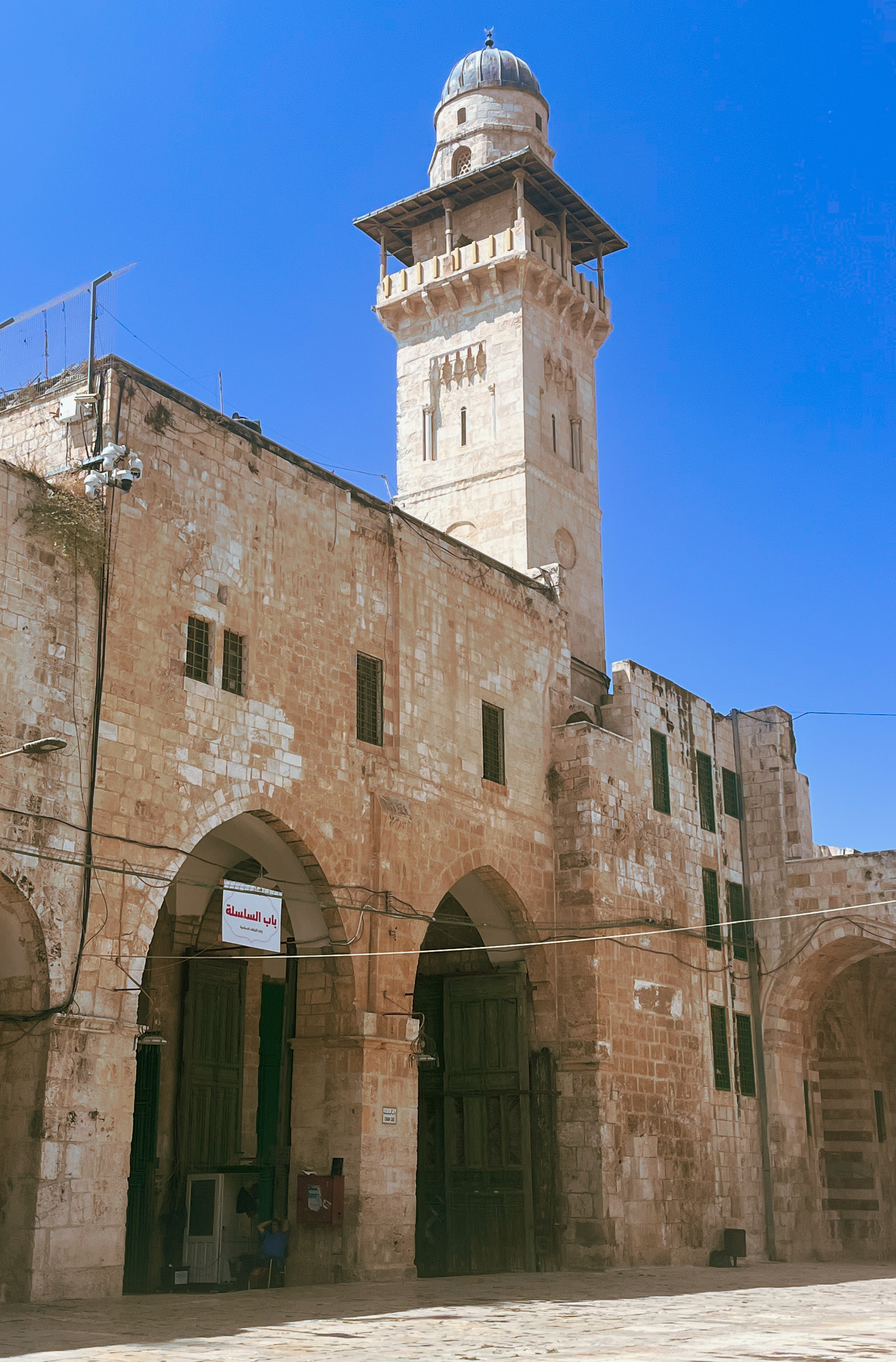
باب السلسلة من داخل المسجد الأقصى المبارك.

باب السلسلة أحد أبواب المسجد الأقصى داخل أسوار البلدة القديمة لمدينة القدس. يقع في الرواق الغربي للمسجد في الحي الإسلامي، بين المدرسة الأشرفية شمالا، والمدرسة التكنزية جنوبا، كما يشرف على شارع يضم العديد من المدارس الإسلامية في القدس هو طريق باب السلسلة.
جُدد بناء باب السلسلة في الفترة الأيوبية عام 1200. وله مدخلان: الأول شمالي يسمى باب السكينة، وهو مقفل ولا ينفتح إلا للضرورة، والثاني جنوبي يسمى باب السلسلة، وهو مفتوح. وكلا البابين له مدخل مستطيل بارتفاع 4.5م، إذ يعتبر أحد أكثر أبواب الأقصى ارتفاعا، وتوجد بالباب المفتوح فتحة مدخل صغيرة تكفي لدخول شخص واحد عند إغلاقه.
وكباقي أبواب السور الغربي للمسجد الأقصى، يخشى من تأثر باب السلسلة بالحفريات والأنفاق الإسرائيلية المقامة تحته، وأبرزها نفق «الحشمونائيم» الذي يمتد بطول السور. كما أنه معرض لخطر الإغلاق من قبل سلطات الاحتلال، مثل أبواب الحديد والقطانين، خاصة وأنه أصبح أقرب باب يصل منه المسلمون إلى الجامع القبلي (المصلى الرئيسي في المسجد الأقصى) بعد أن أغلقت إسرائيل باب المغاربة وجعلته قاصرا على غير المسلمين، كما أنه الأقرب إلى حائط البراق.